# Villa Río Bermejito
Villa Río Bermejito est une localité argentine située dans la province du Chaco et dans le département de General Güemes.
En 2001, la localité compte 4277 habitants.